# Brian Mott
Brian Leonard Mott (Londres, 1946) es un filólogo inglés. Entre sus intereses de investigación destacan la fonética y la fonología, la traducción y la dialectología. Después de licenciarse en Estudios Hispánicos por la Universidad de Aberdeen en 1969, inició la docencia en la Universidad de Zaragoza. Desde 1968 ha estudiado el idioma aragonés del Valle de Chistau (aragonés chistabino), sobre el cual ha publicado cuantiosos artículos y libros. Fue coordinador de la sección de lingüística del Departamento de Filología Inglesa y Alemana de la Universidad de Barcelona. Es miembro de honor de la Academia de l'Aragonés.

## Publicaciones
- 1984 - Diccionario chistabino-castellano
- 1989 - El habla de Gistaín
- 1991 - A course in Phonetics and Phonology for Spanish Learners of English
- 1993 - A course in Semantics and Translation for Spanish Learners of English
- 1996 - A Spanish-English, English-Spanish Companion for Spanish Learners of English
- 2000 - Diccionario etimológico chistabino-castellano/castellano-chistabino

- Datos: Q11680301